# Thryssa setirostris
Thryssa setirostris is een straalvinnige vis uit de familie van de ansjovissen (Engraulidae) en behoort derhalve tot de orde van haringachtigen (Clupeiformes). De vis kan een lengte bereiken van 18 centimeter.

## Leefomgeving
De soort komt in zeewater en brak water voor. De vis prefereert een tropisch klimaat en komt voor in de Grote en Indische Oceaan op dieptes tussen 1 en 20 meter.

## Relatie tot de mens
Thryssa setirostris is voor de visserij van beperkt commercieel belang. In de hengelsport wordt er weinig op de vis gejaagd.